# اچ‌دی ۱۵۵۳۴۱
اچ‌دی ۱۵۵۳۴۱ یک ستاره است که در صورت فلکی آتشدان قرار دارد.